# Giacomo Sinibaldi (Bischof, 1766)
Giacomo Sinibaldi (* 10. Juli 1766 in Sant’Elpidio a Mare, Marken; † 2. September 1843 ebenda) war ein Kurienerzbischof der römisch-katholischen Kirche.

## Leben
Giacomo Sinibaldi empfing am 7. Juni 1800 das Sakrament der Priesterweihe für das Erzbistum Fermo. Er trat als Päpstlicher Geheimkämmerer unter Papst Pius VII. in den Dienst der Kurie und wurde Kanoniker von Santa Maria Maggiore. 1814 wurde er von Pius VII. zum Präsidenten der Päpstlichen Akademie für den kirchlichen Adel in Rom berufen.
Am 13. August 1821 ernannte ihn Papst Pius VII. zum Titularbischof von Tamiathis. Der Kardinalbischof von Albano Pietro Francesco Galleffi spendete ihm am 19. August 1821 die Bischofsweihe; Mitkonsekratoren waren die Erzbischöfe Francesco Bertazzoli und Giovanni Francesco Falzacappa.
Am 27. Januar 1843 ernannte ihn Papst Gregor XVI. zum lateinischen Patriarchen von Konstantinopel.